# Erik Krummedige (rigsråd)
 For alternative betydninger, se Erik Krummedige. (Se også artikler, som begynder med Erik Krummedige)
Erik Krummedige (død november 1541), til Alnerup i Skåne, var en dansk rigsråd, der var søn af Claus Krummedige og Else Pedersdatter Thott.
Han tjente i sin ungdom under Christian 2. og havde Hønborg Len ved Lillebælt i pant af kronen. Som lensmand her havde han kongen til gæst, mens denne i 1523 vaklede frem og tilbage, inden han kunde beslutte sig til at opgive Jylland. Først efter at dette var sket, opsagde Erik Krummedige 20. marts 1523 kongen sin huldskab i et mærkeligt brev, hvori frygten for Mor Sigbrit og den harme, han følte over den medfart, der truede hans svoger Otte Krumpen fra kongen, skinnede stærkt igennem. Under Søren Norbys bondeopstand i Skåne var han en af hovedførerne mod denne. Han forlenedes nu også med Vester Herred og Varde købstad og viste sig ved forskellige lejligheder som en myndig og streng lensmand. Han synes tidlig at have sluttet sig til lutherdommen. 
Rigsråd blev han 1532 eller 1533 og sluttede sig under Grevens Fejde ligesom den øvrige jyske adel til Christian 3.s parti. Han var en af hovedførerne i Slaget ved Øksnebjerg 11. juni 1535. Kort efter kom han i besiddelse af en del konfiskeret borgergods i Assens og i Svendborg, blev forlenet med Sankt Hans Kloster i Odense og førte en tid lang befalingen over Fyn, streng og hård som sædvanlig. 1540 blev han som lensmand på Næsbyhoved ved Odense tillige stiftslensmand for Fyn og viste stor iver i ordningen af de nye forhold, som reformationen medførte, men døde allerede i november 1541, endnu i sin kraftigste alder. Han var gift med Sidsel Timmesdatter Rosenkrantz (af Hevringholm-linjen af slægten Rosenkrantz); hun døde først 28. November 1557 på Høneborg Slot og skildres som en kraftig, men tillige gudhengiven og godgørende kvinde.